# Me and Charlie Talking
«Me and Charlie Talking» —en español: «Yo y hablando con Charlie»— es el primer sencillo de la cantante de música country estadounidense Miranda Lambert. Lanzado en 2004, el sencillo no ha sido un gran éxito: le toca a la posición 27 del ranking de canciones country americano, pero nunca entró en la escalera principal, el Billboard Hot 100.
El video musical fue dirigido por Trey Fanjoy.

## Posicionamiento en listas
| Listas (2004)                    | Mejor posición |
| -------------------------------- | -------------- |
| U.S. Billboard Hot Country Songs | 27             |